# Kloster Theres

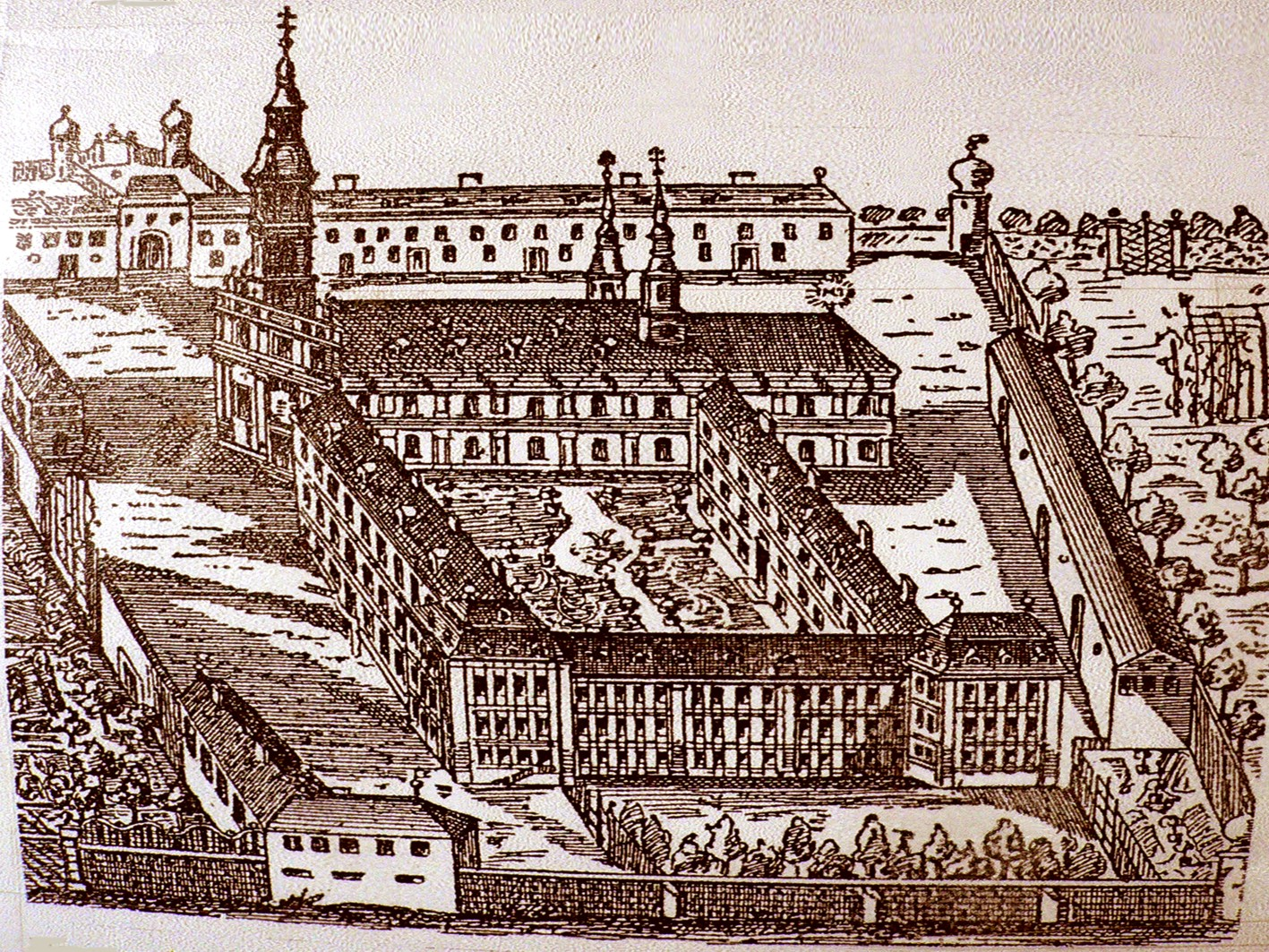
Die spätbarocke Klosteranlage im 18. Jahrhundert unter Abt Gregor II. Fuchs nach der Umgestaltung durch den Architekten Joseph Greissing.

Das Kloster Theres ist ein ehemaliges Kloster der Benediktiner in Obertheres in der Diözese Würzburg in Bayern. Es wurde um das Jahr 1045 als Eigenkloster des Bistums Bamberg gegründet und im Zuge der Säkularisation 1803 aufgelöst.

## Geschichte
Das St. Stephan und St. Vitus (Veit) geweihte Kloster wurde 1043 durch Bischof Suidger von Bamberg gegründet. Im Zuge der Säkularisation wurde es 1802 von churbaierischen Truppen besetzt und 1803 aufgelöst. Für den weltlichen Besitz und die weltliche Herrschaft siehe Amt Theres. Ihre wohl größte Blüte erlebte die Benediktinerabtei unter Abt Gregor II. Fuchs, einem tatkräftigen, klugen, überaus baufreudigen Barockprälaten, dem durch seine erstaunlich lange Regierungszeit von 1715 bis 1755 auch die tatsächliche Möglichkeit einer umfassenden äußeren und inneren Erneuerung gegeben war. Bereits ab 1716 ließ er durch den Hochfürstlich Würzburgischen Stadt- und Landbaumeister Joseph Greissing eine neue, dreitürmige Abteikirche von immenser Größe errichten, die unter den Zeitgenossen zudem für ihre Schönheit berühmt war. Ihr Hauptturm im Westen, der die Mitte einer prächtigen spätbarocken Einturmfassade bildete, hatte eine Höhe von fast 70 Metern, dazu kamen zwei schlanke Chorflankentürme. Infolge der Säkularisation fiel das gesamte Kirchengebäude aus ökonomischen Gründen, der Käufer hatte sich zu hoch verschuldet, bereits 1809 der Spitzhacke zum Opfer. Die an das Gotteshaus im Sinne eines klassischen Klausurquadrums südlich angebauten drei Flügel der Klostergebäude wurden ebenfalls von Joseph Greissing geplant, jedoch erst nach seinem Tod durch seinen früheren Palier und Ehenachfahr Johann Leonhard Stahl d. Ä. gebaut, der nach Greissings Tod dessen Witwe geheiratet hatte und auch die Großbaufirma zusammen mit Johann Leonhard Greissing weiterführte. Sie sind bis heute erhalten. Seit dem Abbruch der Kirche und der Schließung ihrer dabei aufgebrochenen Nordfronten werden sie als ,Schloss Theres' bezeichnet und sie wirken tatsächlich wie eine typische, hufeisenförmige Schlossanlage des 18. Jahrhunderts. Verantwortlich für diesen radikalen „Umbau“ vor Ort war der sachsen-coburgische Minister Theodor von Kretschmann, der die gesamte Anlage 1804 von Churbaiern erwarb und der zeitweise auch Schloss Erkersreuth besaß. Die Orgel der Kirche wurde für 605 Reichstaler versteigert und in der Stadtkirche von Treysa  wieder aufgebaut. Viele weitere Einzelstücke sind verstreut erhalten, so auch die prächtige Kanzel von Balthasar Esterbauer, die sich heute in der Kirche von Reichmannshausen befindet. Wichtige Teile des Hochaltars zieren die Pfarrkirche in Untertheres, Sandsteinstatuen der aufwändigen Einturmfassade gelangten nach Wonfurt und zieren dort den Kirchplatz.
Im Jahre 1830 ging Schloss Theres in den Besitz des hessischen Premierleutnants a. D. Georg von Ditfurth über. Von 1830 bis 1855 beherbergte er dort seinen Bruder Franz Wilhelm von Ditfurth, den Sammler fränkischer Volkslieder. 1856 veräußerte Georg von Ditfurth seinen Besitz zum größten Teil an Henry von Swaine und baute sich am Ostende des Parks ein Schlösschen im Tudor-Stil, das heutige Schloss Ditfurth. Der 1798 in London geborene, aus englischem Landadel (Yorkshire) stammende Henry Joseph Swaine erwarb auch die ehemaligen Klosternebengebäude und die dazugehörenden landwirtschaftlichen Ländereien. 1909 erbte er das Schloss Glücksbrunn in Thüringen mit einer Spinnerei und einem Bergwerksbetrieb. König Ludwig II. erhob Henry von Swaine in den bayerischen Freiherrenstand. Er modernisierte den Gutsbetrieb, wofür er moderne Maschinen und leistungsfähiges Zuchtvieh aus England einführte. Ihm folgte sein Sohn Richard von Swaine, der von 1871 bis 1874 Mitglied des Deutschen Reichstags war. 1976 erhielten die Grafen von Beust das Schloss im Erbgang.

Erhaltene Gebäude 2008
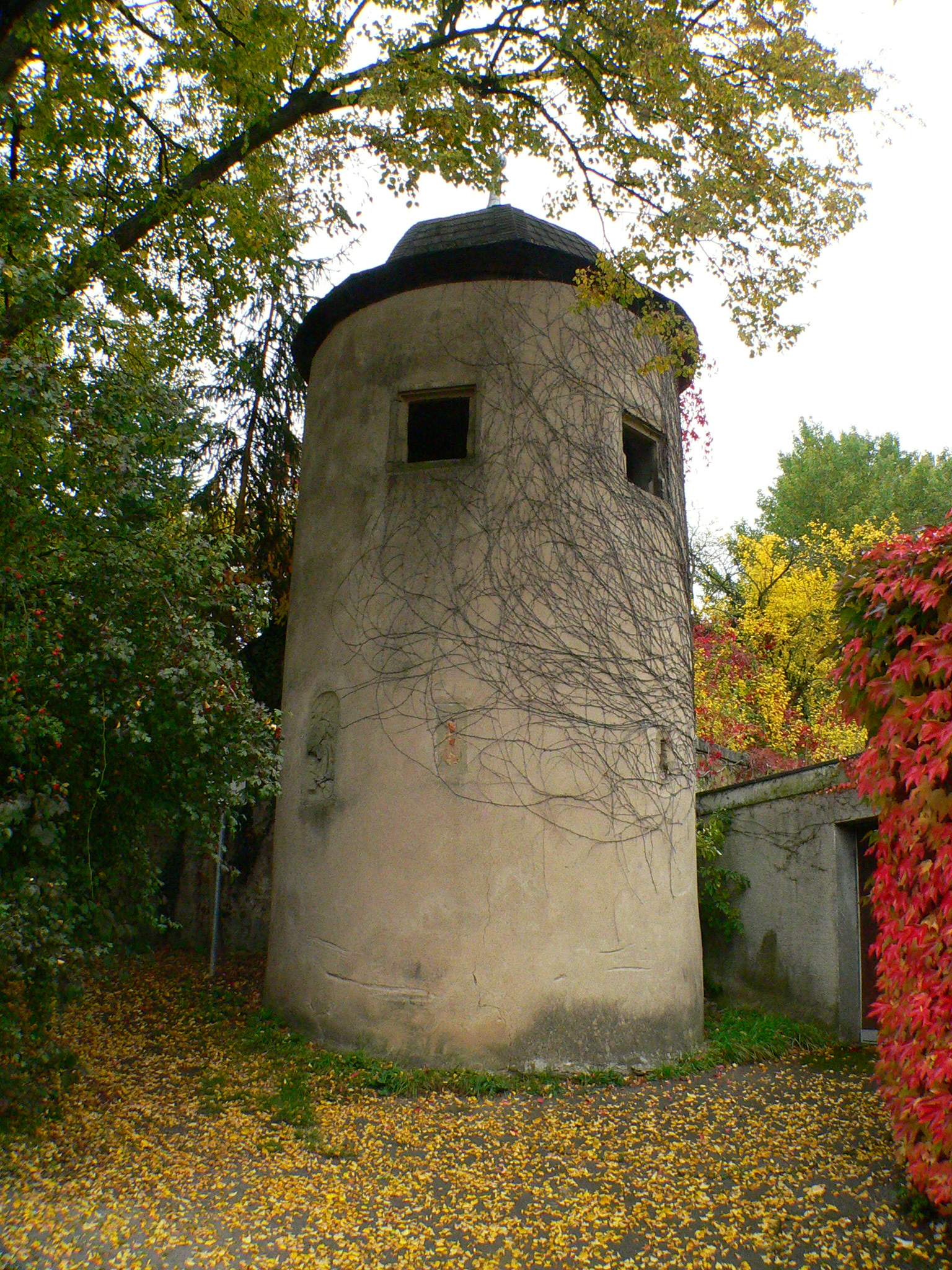
Südlicher Wachturm
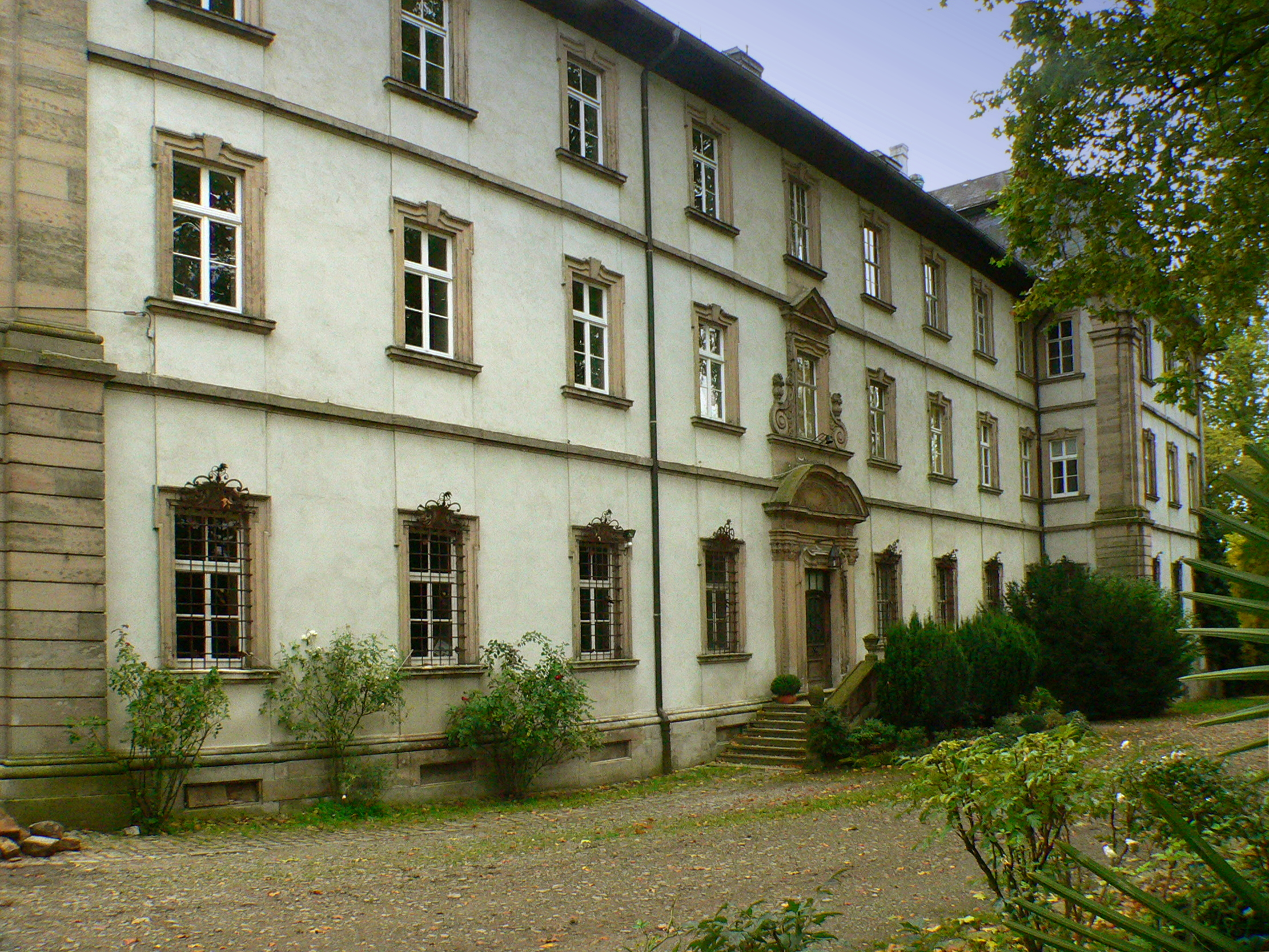
Ehemaliger Konvent von Westen (Haupteingang)
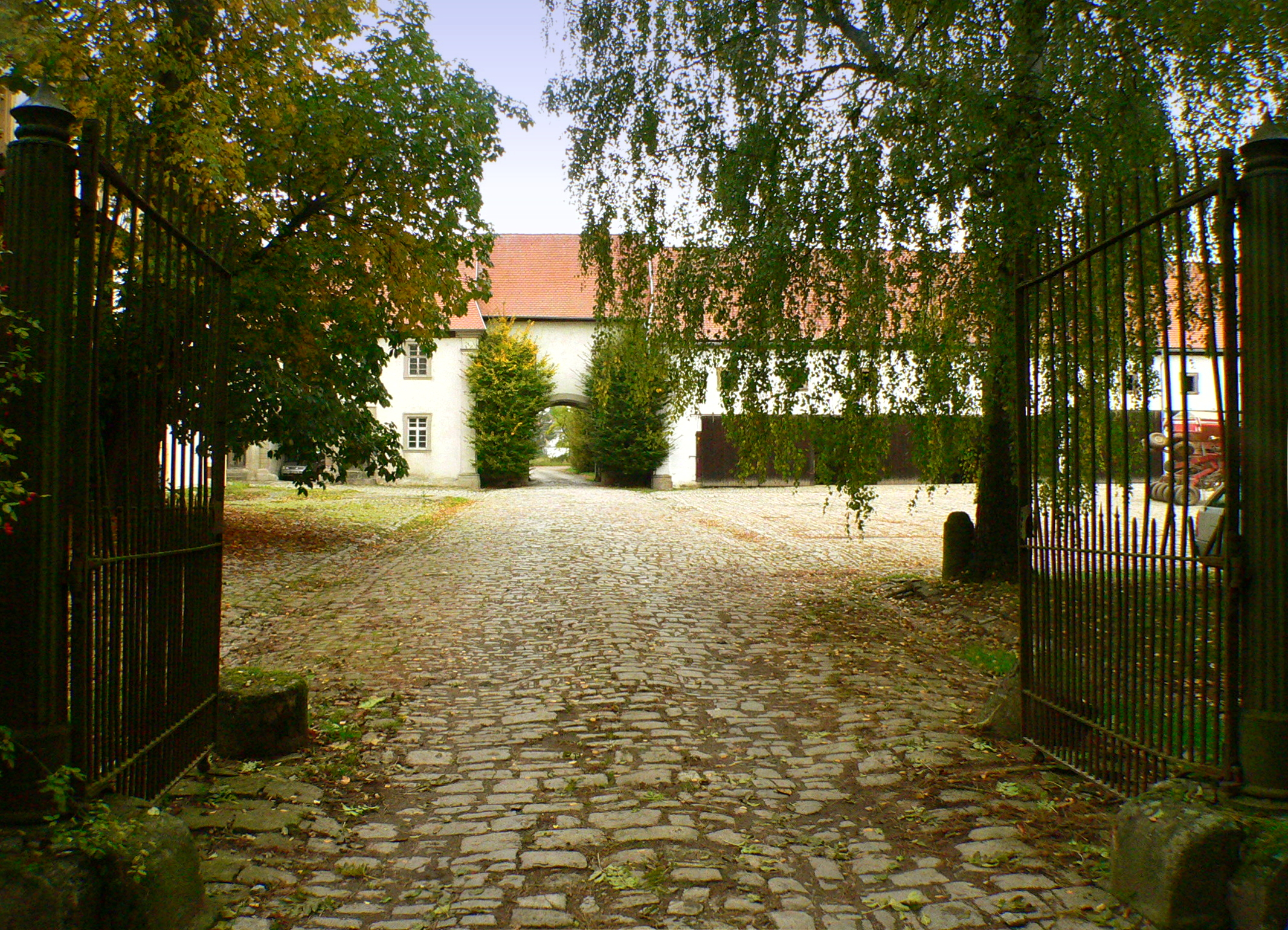
Hof
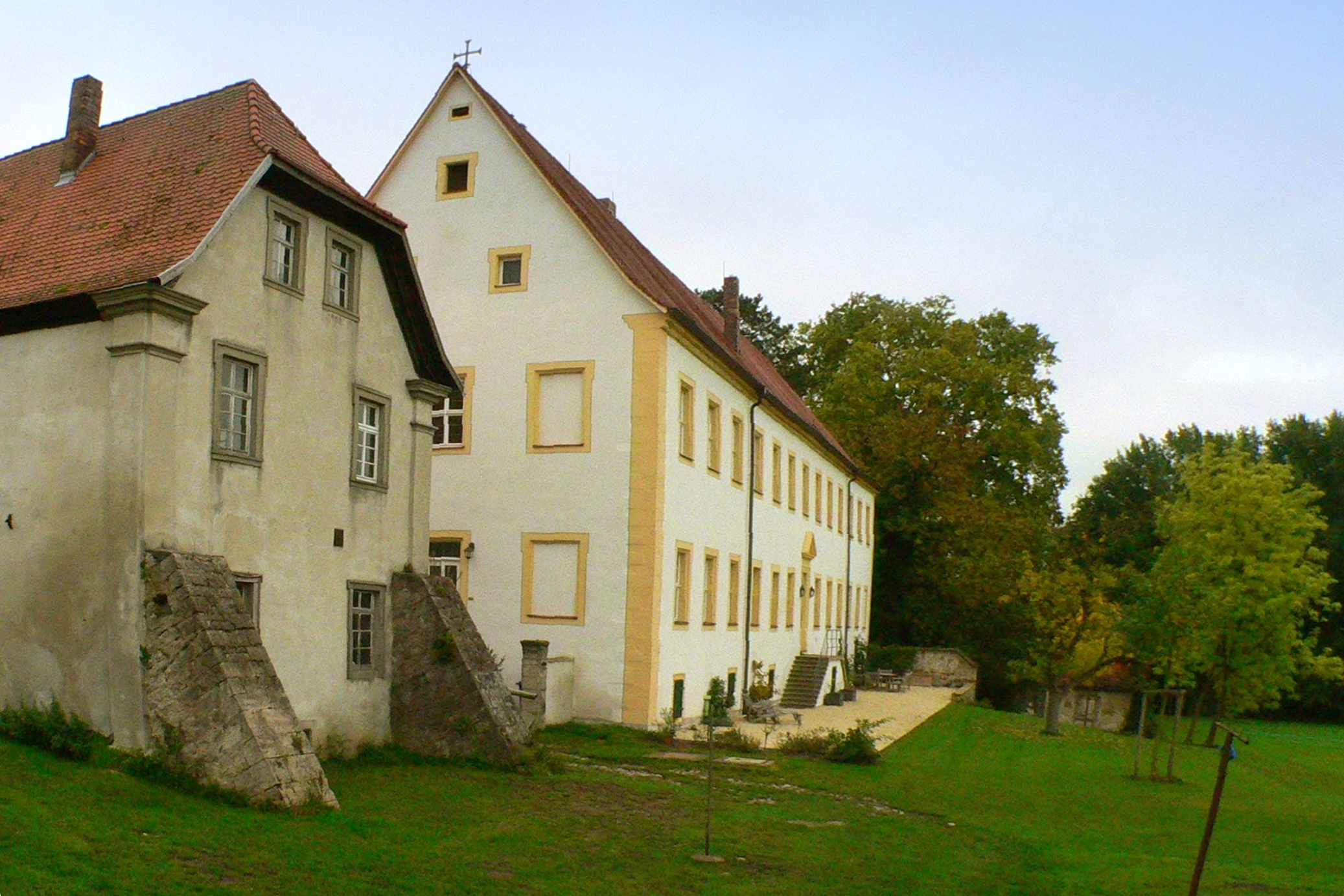
Ehemaliges Dormitorium
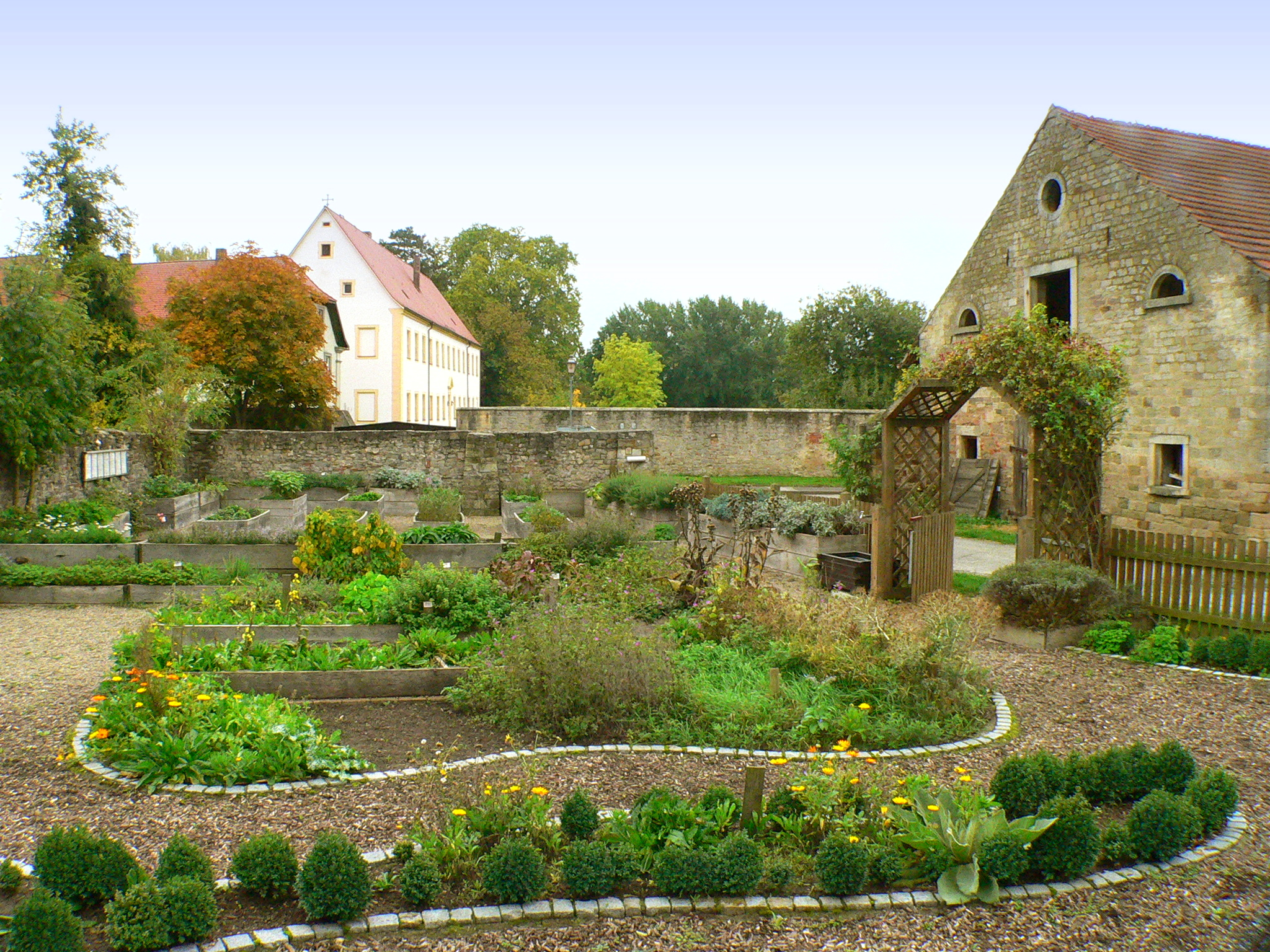
Restaurierter Klostergarten
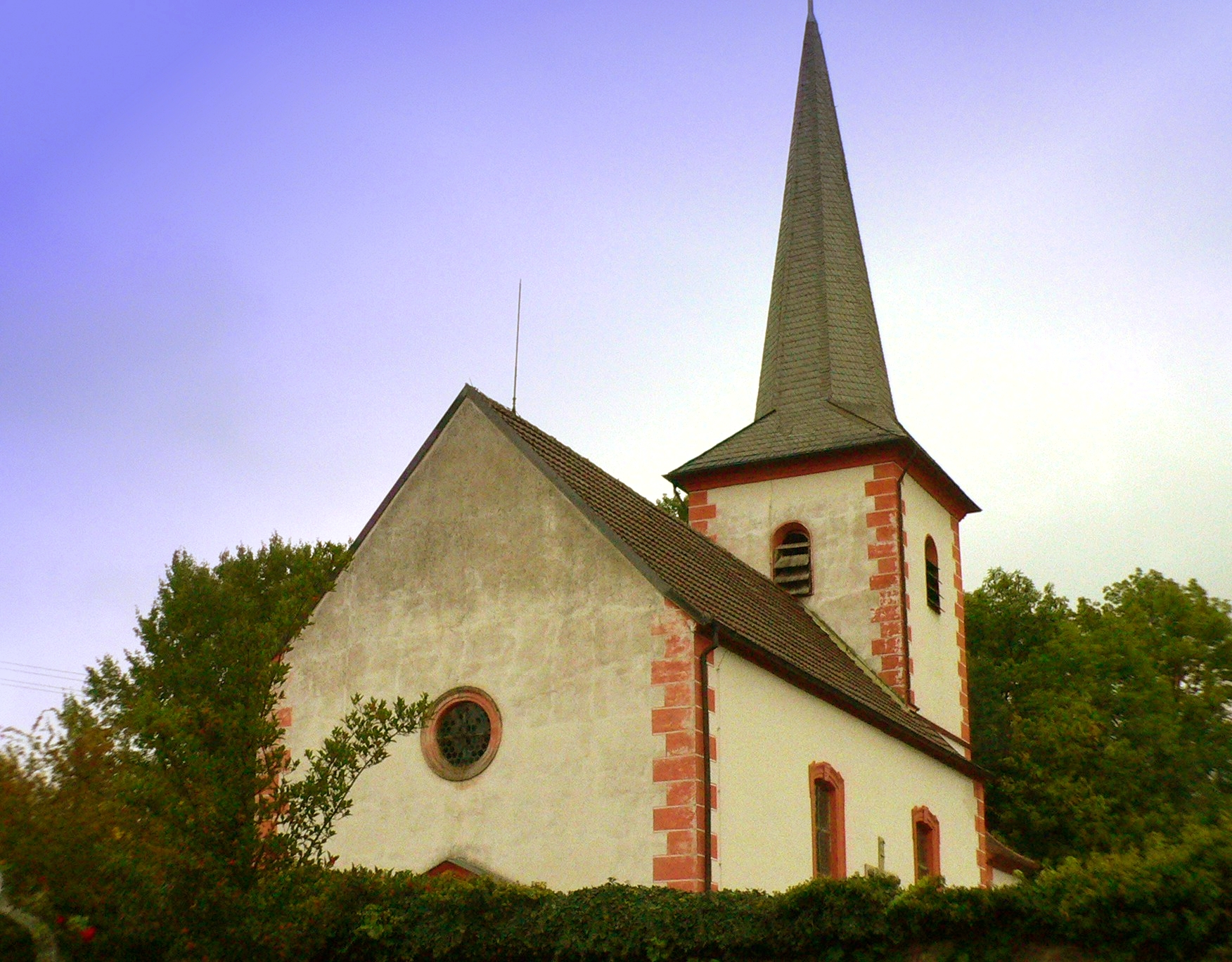
Marienkapelle
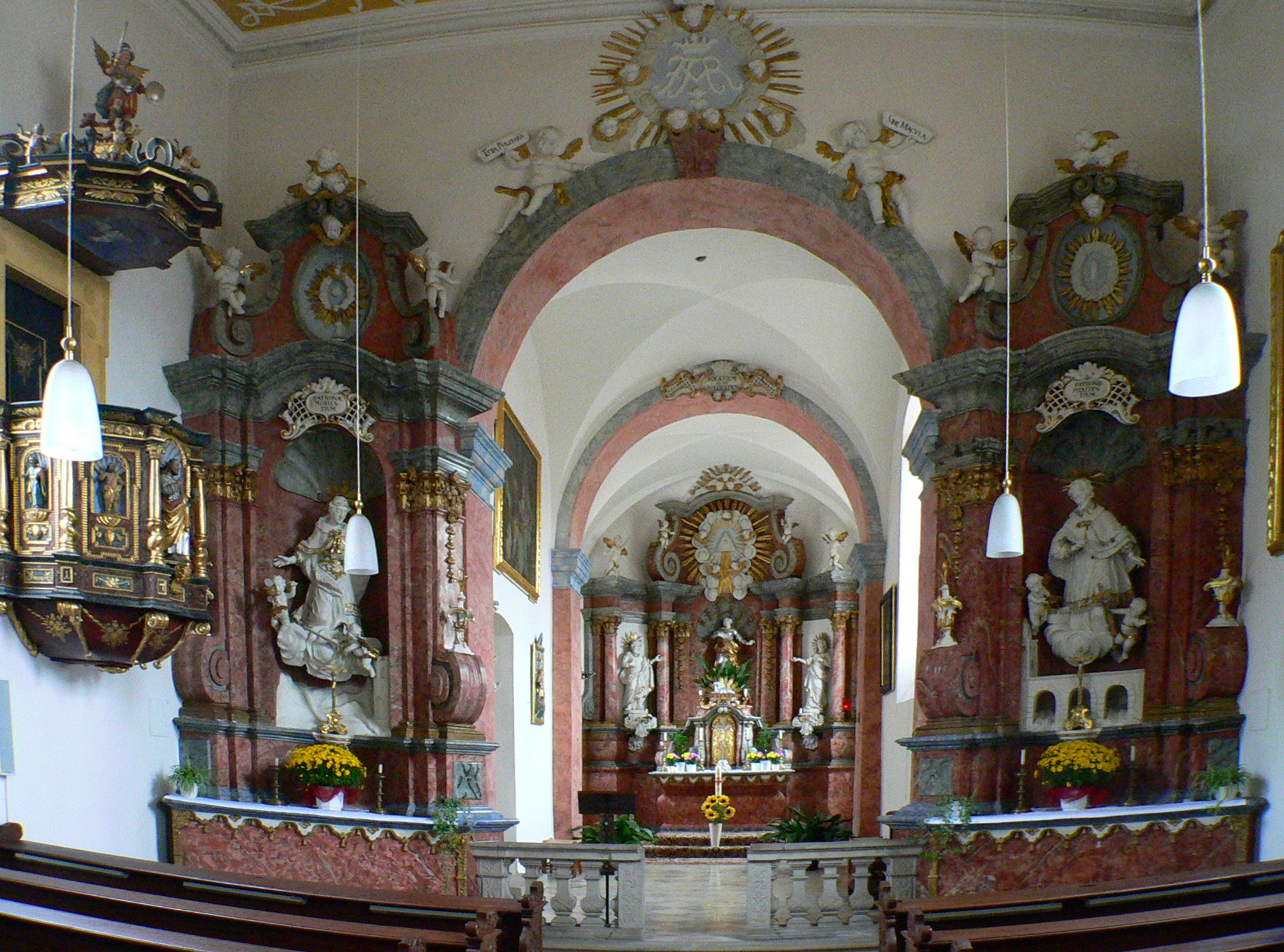
Marienkapelle Altarraum

## Äbte
Die Äbte des Klosters Theres sind weitgehend vollständig überliefert. Lediglich aus der zweiten Hälfte des 12. Jahrhunderts fehlen die Namen einiger Prälaten. Im 16. Jahrhundert war das Kloster 13 Jahre lang, von 1574 bis 1587, ohne einen eigenen Abt und wurde vom Kloster Münsterschwarzach, später von der Abtei St. Stephan in Würzburg mitverwaltet. Der Abtsstab wurde ab 1616 drei Jahre lang nicht vergeben.

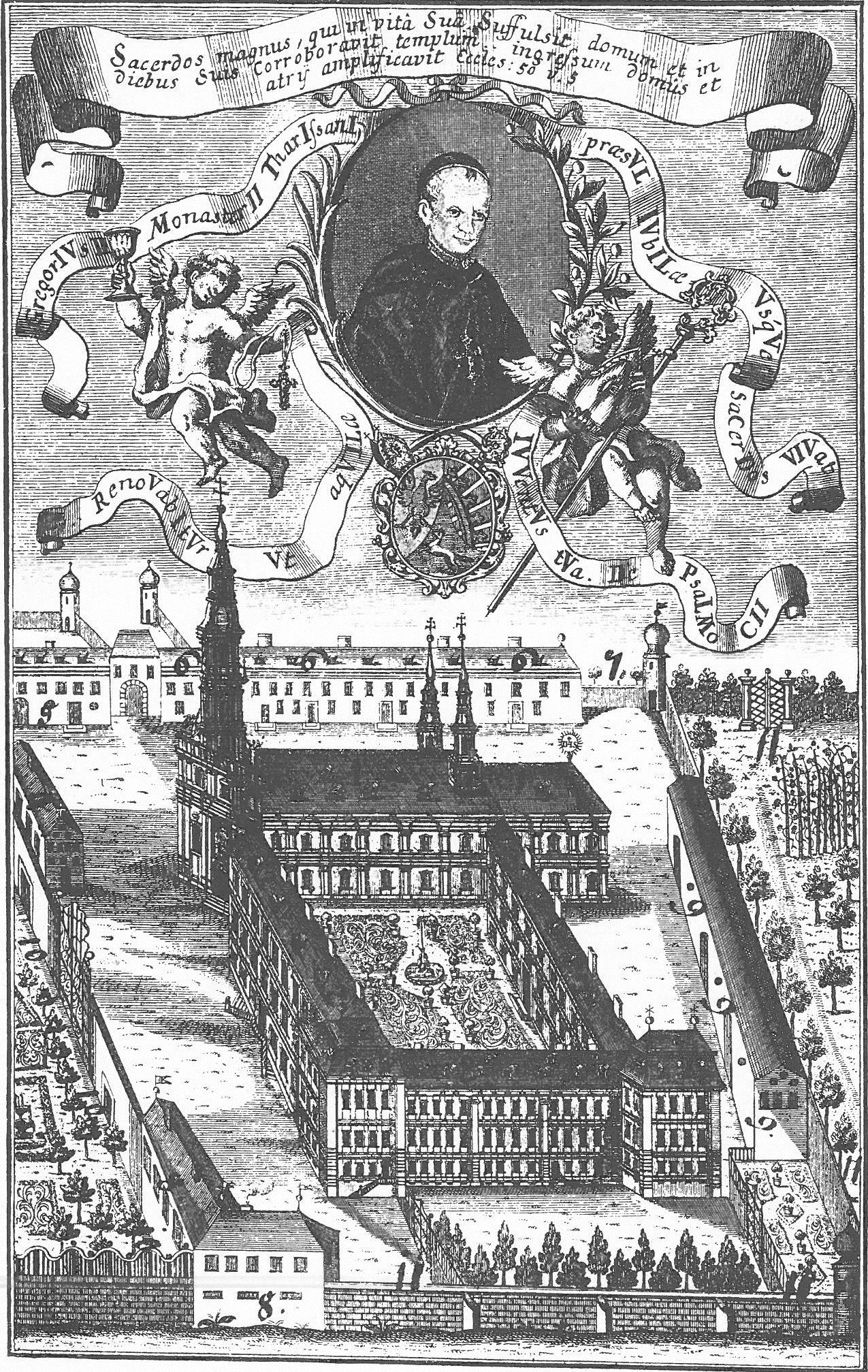
Abt Gregor II. Fuchs mit dem von ihm entscheidend umgestalteten Kloster auf einem Kupferstich.

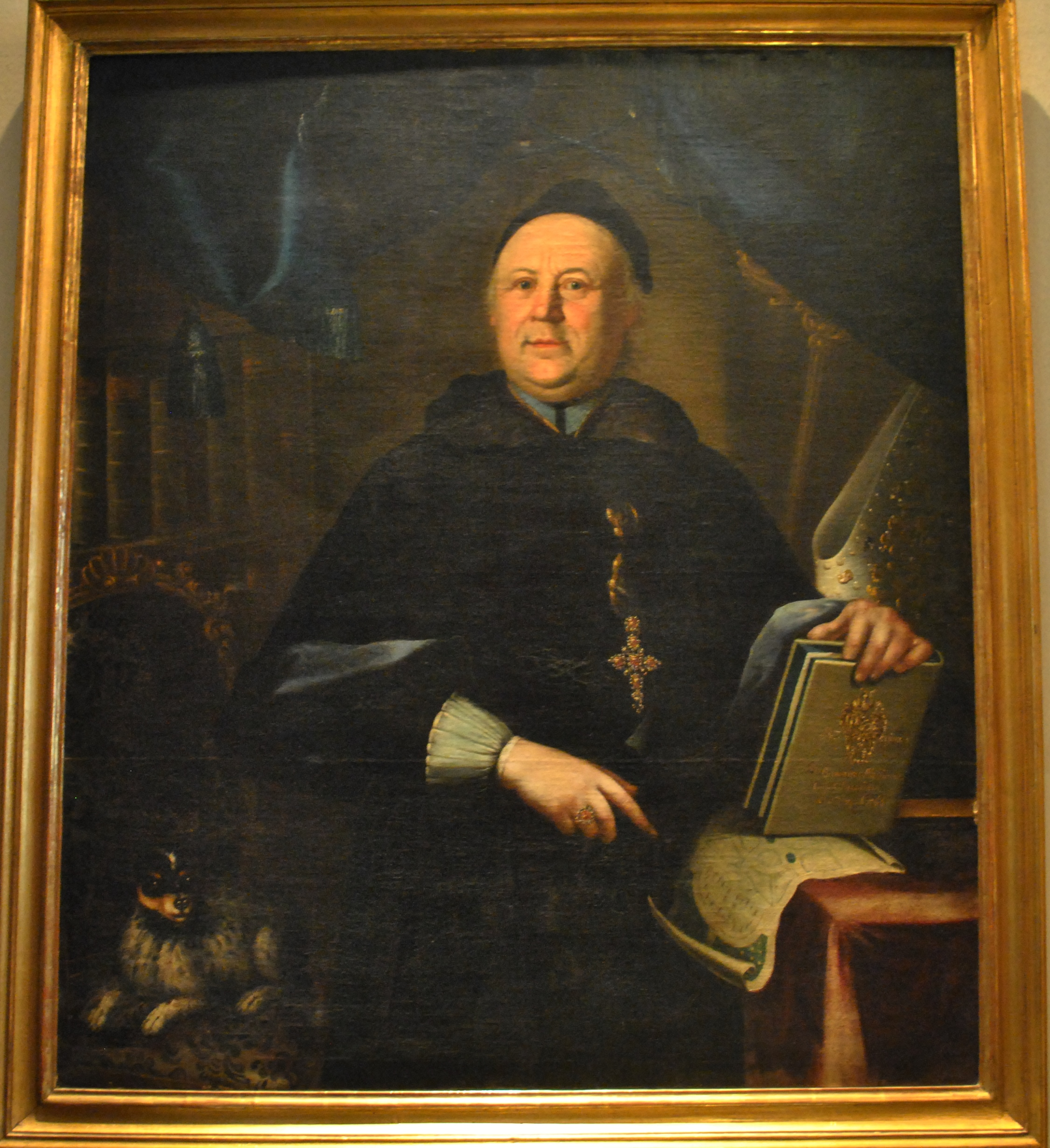
Abt Bernhard Breunig, Ölgemälde von Rosalie Treu

| Name des Abtes                 | Regierungszeit | Anmerkungen                                                                                         |
| ------------------------------ | -------------- | --------------------------------------------------------------------------------------------------- |
| Jakobus                        | 1054-um 1090   | Resignation um 1090; † um 1094                                                                      |
| Albrik                         | 1090–1119      | auch Alberico, Mönch aus Kloster Münsterschwarzach, Resignation 1119; † 6. Mai in Münsterschwarzach |
| Wigand                         | 1120–1151      | auch Wignand                                                                                        |
| Rudiger                        | 1151–1167      | Mönch aus Kloster Hirsau                                                                            |
| ---                            | 1167–1204      | genannt werden Tuto, Arnold (1190), eventuell ohne Äbte                                             |
| Hehnerich                      | 1204–1232      | auch Helmerich                                                                                      |
| Hermann                        | 1244–1248      | |
| Heinrich I.                    | 1249–1250      | |
| Walther von Berg               | 1269–?         | auch Walter                                                                                         |
| Emehard                        | 1291–1306      | auch Emhard, Einhard oder Sinhard                                                                   |
| Hermann Flieger                | 1306–1336      | * in Haßfurt                                                                                        |
| Eberhard                       | 1336–1366      | |
| Andreas Fuchs von Wonfurt      | 1366–1377      | |
| Rüdiger II. von Wechmar        | 1386–1396      | |
| Ludwig von Rotenhan            | 1396–1417      | Mönch aus Kloster St. Burkard, Würzburg, Resignation 1417                                           |
| Theodorich Köttner             | 1417–1432      | * in Euerheim, auch Dietrich, Resignation 1432                                                      |
| Rudiger III. von Lamprecht     | 1432–1451      | † 18. November 1451                                                                                 |
| Johannes I. Zink               | 1451–1461      | |
| Sigismund I. von Schaumberg    | 1461–1466      | |
| Konrad                         | 1466–1470      | * in Würzburg                                                                                       |
| Sigismund II. Köttner          | 1471–1482      | * in Obereuerheim                                                                                   |
| Erasmus Zöllner von Rotenstein | 1482–1483      | |
| Johannes II. Tuchscherer       | 1483–1506      | |
| Johannes III. von Schlunzing   | 1506–1509      | |
| Thomas I. von Heydolf          | 1509–1532      | |
| Heinrich II. von Mengersdorf   | 1532–1545      | |
| Johannes IV. Schüßler          | 1550–1575      | * in Haßfurt                                                                                        |
| ---                            | 1575–1587      | Verwaltung durch Johannes IV. Burckhardt                                                            |
| Kaspar I. Weipert              | 1587–1599      | * in Oberelsbach; † 9. August 1599 in Theres                                                        |
| Valentin Alberti               | 1599–1616      | Wahl 11. August 1599, Absetzung 1615, Vatikan erkennt nicht an; † 12. Dezember 1616                 |
| ---                            | 1616–1619      | Administrator Johannes Lutz, Daniel Heusler                                                         |
| Thomas II. Höhn                | 1619–1637      | * in Haßfurt, 1631 bis 1635 Flucht vor Schweden; † 17. August 1637                                  |
| Benedikt I. Beck               | 1638–1654      | genannt Pistorius; † 18. Oktober 1654                                                               |
| Kaspar II. Denner              | 1654–1660      | * in Münnerstadt; † 19. März 1660                                                                   |
| Johannes V. Bärmann            | 1660–1677      | * um 1589 in Haßfurt; † 18. August 1677                                                             |
| Anton Reuther                  | 1677–1686      | * in Haßfurt; † 13. August 1686                                                                     |
| Gregor I. Gans                 | 1686–1701      | * in Volkach; † 26. August 1701                                                                     |
| Kilian Frank                   | 1701–1715      | * in Würzburg; † 12. Mai 1715                                                                       |
| Gregor II. Fuchs               | 1715–1755      | * 22. September 1667 in Stadtlauringen; † 19. Januar 1755                                           |
| Gregor III. Haiger             | 1755–1766      | * in Herzogenaurach, Wahl 5. Februar 1755; † 20. Februar 1766                                       |
| Bernhard Breunig               | 1766–1797      | * 1724 in Volkach, Wahl 7. April 1766, † 1797                                                       |
| Benedikt II. Mahlmeister       | 1797–1803      | * 19. August 1748 in Volkach, Aufhebung der Abtei 1803; † 1. Januar 1821 in Elgersheim              |